# БХ90210
«БХ90210» (англ. BH90210) — американский телесериал, рассказывающий об основном актёрском составе популярного молодёжного телесериала 1990-х «Беверли-Хиллз, 90210». Премьера сериала состоялась 7 августа 2019 года на канале Fox. Первый сезон состоит из 6 эпизодов. Главные роли исполнили Джейсон Пристли, Шеннен Доэрти, Дженни Гарт, Габриель Картерис, Иан Зиринг, Брайан Остин Грин и Тори Спеллинг — они сыграли вымышленные версии самих себя. Шоу рассказывает о взаимоотношениях актёрского состава, решившего снять продолжение культового молодёжного шоу 1990-х годов «Беверли-Хиллз, 90210». В ноябре 2019 года «FOX» объявил о закрытии сериала после первого сезона.
Это уже шестой сериал во франшизе «90210» после «Беверли-Хиллз, 90210», «Мелроуз-Плейс», «Агентство моделей», «90210: Новое поколение», «Мелроуз-Плейс» (2009).

## Сюжет
На волне популярности возрождения классических сериалов — таких как «Твин Пикс» и «Секретные материалы» — на 30-летний юбилей молодёжного шоу «Беверли-Хиллз, 90210» его актёрский состав решает снять продолжение. Между актёрами вновь возникает химия, которая приводит к жизненным ситуациям, куда интереснее, чем вымысел самых талантливых сценаристов.

## В ролях

### Основной состав
- Габриель Картерис — Играет саму себя
- Шеннен Доэрти — Играет саму себя
- Дженни Гарт — Играет саму себя
- Брайан Остин Грин — Играет самого себя
- Джейсон Пристли — Играет самого себя
- Тори Спеллинг — Играет саму себя
- Иан Зиринг — Играет самого себя

### Приглашённые звёзды
- Ла Ла Энтони — Шэй, успешная поп-певица, жена Брайана Остина Грина[10]
- Иван Сергей — Нэйт, бывший хоккеист и безработный муж Тори Спеллинг[11]
- Ванесса Лаше — Камила, пиарщица и жена Джейсона Пристли[12]
- Кристин Эллис — играет саму себя[13]
- Кэрол Поттер — играет саму себя[14]
- Джейми Уолтерс — играет самого себя
- Дениз Ричардс — играет саму себя[15]
- Тай Вуд — Зак, поклонник сериала и Брайана Остина Грина, впоследствии ставший ассистентом актёра[16]
- Нэтали Шарп — Анна, телевизионный сценарист, автор успешного сериала[17]
- Карис Камерон — Кайлер Норрис, дочь Дженн, мечтающая начать актёрскую карьеру
- Брендан Пенни — Уайат Джексон, телохранитель Дженни, с которым у актрисы начался роман
- Дженна Роузнау — Стейси, фитнесс-гуру и жена Айена Зириннга[18]

В пилотном эпизоде сериала использованы фрагменты «Беверли-Хиллз, 90210» с участием Люка Перри (он сыграл Дилана МакКея), сама серия посвящена памяти актёра. Роль одного из гостей конвенции исполнил давний поклонник шоу Даррен Мартин, известный своей большой коллекцией разнообразной сувенирной продукции по сериалу; в своё время он привлёк внимание исполнителей главных ролей и общался с ними через социальные сети — впоследствии подружившись со всеми в реальной жизни.

## Эпизоды
| № общий | № в сезоне | Название                              | Режиссёр                 | Автор сценария                                 | Дата премьеры    | Зрители США (млн) |
| --- | ---------- | ------------------------------------- | ------------------------ | ---------------------------------------------- | ---------------- | ----------------- |
| 1 | 1          | «Воссоединение» «The Reunion»         | Элизабет Аллен Розенбаум | Майк Чесслер, Крис Албергини и Пол Скарриотта  | 7 августа 2019   | 3.86              |
| Спустя 30 лет после премьеры сериала актёрский состав встречается на специальной конвенции в Лас-Вегасе. Дженни переживает из-за развода. Тори пытается придумать, как оплатить счета. Брайан пытается смириться с роль мужа-домохозяина для успешной жены. Джейсон не может сдержать чувств к Дженни, а Габриэлль встречает необычную фанатку. Поддавшись эмоциям прошлого, Тори решает, что пришло время для воссоединения на экране — актриса предлагает снять продолжение популярного сериала.                             |            |                                       |                          |                                                |                  |                   |
| 2 | 2          | «Замысел» «The Pitch»                 | Говард Дойч              | Кэйти Уэч                                      | 14 августа 2019  | 2.52              |
| Суд приговаривает актёров к исправительным работам после инцидента в Лас-Вегасе. Канал «Fox» даёт зелёный свет перезапуску сериала с семью актёрами основного состава. К удивлению Тори, она встречает слишком много сопротивления со стороны бывших коллег. Старый друг вновь возникает в жизни Шеннен, а Кристин Элиз, известная по роли Эмили Валентайн, появляется в жизни актёров неожиданном амплуа. |            |                                       |                          |                                                |                  |                   |
| 3 | 3          | «Фото-сессия» «The Photo Shoot»       | Джейсон Пристли          | Джейсон Коффи и Мериган Малерн                 | 21 августа 2019  | 2.19              |
| Тори прикладывает максимум усилий, чтобы воплотить в жизнь новый сериал. Джейсон и Айен решают проблемы в семейной жизни, а Дженни знакомится со своим новым телохранителем. Брайан нанимает помощника, а Габриэлль обращается к Кристин за советом. Тори начинает борьбу за возвращение Шеннен. |            |                                       |                          |                                                |                  |                   |
| 4 | 4          | «Читка сценария» «The Table Read»     | Мэлани Мэйрон            | Майк Чесслер и Крис Албергини                  | 28 августа 2019  | 1.94              |
| Поклонники приходят в восторг от новостей о возрождении старого шоу, однако его сценарий вызывает много вопросов у актёров, решивших переписать его собственными силами. Дженни устраивает кастинг на роль дочери Келли. Шеннен пытается решить, хочет ли она сниматься в продолжении. Зака рассказывает Брайану, что он его отец. Отношения Кристин и Габриэлль продолжаются развиваться. Между сценаристом сериала Натали и Айеном пробегает искра. Кто-то сжигает съёмочную площадку и оставляет зловещее послание актёрам. |            |                                       |                          |                                                |                  |                   |
| 5 | 5          | «Картина проясняется» «Picture's Up»  | Кабир Ахтар              | Майк Чесслер и Крис Албергини                  | 4 сентября 2019  | 1.89              |
| Съёмки сериала находятся под угрозой из-за неизвестного преследователя. Донна переживает из-за любовной сцены в Брайаном, а Джейсон испытывает проблемы в общения с актёрами в качестве режиссёра. Дженни наслаждается романом со своим телохранителем Уайатом, а Натали делает первый шаг к Айену. |            |                                       |                          |                                                |                  |                   |
| 6 | 6          | «Длительное ожидание» «The Long Wait» | Джина Ламар              | Аарон Фуллертон, Майк Чесслер и Крис Албергини | 11 сентября 2019 | 1.90              |
| Друзья празднуют успешное завершение съёмок пилотного эпизода. Отношения Брайана с женой ухудшились из-за истории с Заком, Тори тоже не уверена в своём браке, а Джейсон принимает решение развестись. Айен встречает интригующую знакомую из прошлого. Келли ревнует свою дочь к Шеннен. Кристин обрушивает на героев шокирующие новости о решении телеканала насчёт продолжения. |            |                                       |                          |                                                |                  |                   |

## Производство

### Разработка
В 2017 году в одном из интервью актриса Дженни Гарт намекнула на работу над шестым сериалом франшизы «Беверли-Хиллз, 90210». В марте 2018 года информационные ресурсы, со ссылкой на страницу в Instagram Тори Спеллинг, сообщили, что она вместе с Дженни Гарт работает над новым проектом, связанным со вселенной «90210». Исполнительными продюсерами назначены Майк Чесслер и Крис Албергини. Они оба работали над сериалом «90210: Новое поколение» и ситкомом «So Notorious» с Тори в главной роли. Также к проекту привлечён Хэн Мэйнард.
27 февраля 2019 года стало известно, что канал FOX заказал первый сезон шоу «90210» из 6 эпизодов, премьера которых состоится летом. 18 мая 2019 стало известно, что шоураннер Патрик Шон Смит и несколько ведущих сценаристов покинули проект из-за творческих разногласий. Новым шоураннером стал Пол Скарриотта. О сюжете нового сериала практически ничего неизвестно, но в интервью порталу «Access» актёры подтвердили, что сыграют в шоу вымышленные версии самих себя.

### Сценарий
Гарт и Спеллинг работали над идеей шоу вместе с Алберджини и Чесслером. По словам Спеллинг, они хотели отойти от концепции классического ребута канала «The CW»; что-то оригинальное, что «наделает шума и станет прорывом на телевидении, как оригинал в 1990-е». Гарт и Спеллинг предложили концепцию возвращения всего актёрского состава, который сыграет вымышленные версии самих себя. Зиринг отметил, что чувствовал «уязвимость» в том, чтобы передать в сюжет личные истории из своей жизни. Пристли сообщил, что эта концепция выделит новое шоу среди ребутов, при этом сохраняя традиционные принципы возрождения классических сериалов. Алберджини и Чесслер напишут сценарий, актёры вовлечены в творческий процесс и выступают в качестве исполнительных продюсеров. Сценаристы вдохновлялись такими сериалами, как «Умерь свой пыл» (англ. Curb Your Enthusiasm) и «Эпизоды», хотя работа над ребутром оказалось более сложной задачей, так как весь актёрский состав играл самих себя. Актёры принимали активное участие в разработке сценария, а 16 мая Пол Скариотта стал шоураннером, заменив Патрика Шона Смита, покинувшего сериал ещё с двумя неизвестными сценаристами. По официальной версии, данное решение было принято в связи с творческими разногласиями сценарного цеха и актёрского состава шоу. У сценаристов была неделя на то, чтобы написать сценарий новой серии. Гарт рассказала, что события нового проекта будут игнорировать продолжение 2008 года, чтобы «отойти от того образа и вернуться к оригинальной концепции». Доэрти также отметила, что актёры почтят память скончавшегося накануне Люка Перри в первом эпизоде сериала. Важным для Скарриотты было написать диалоги не слишком «специфическими, понятными лишь непосредственным участникам съёмочного процесса».

### Кастинг
11 марта 2018 года Гарт и Спеллинг сообщили, что возможно сыграют в новом сериале — разработкой которого они занимались — самих себя. В декабре участие подтвердили Пристли, Зиринг, Грин и Картерис. 1 февраля 2019 года Спеллинг рассказала, что Люк Перри также снимется в ребуте, но с контракт ещё не был подписан, но актёр был вовлечён в обсуждение сценария. 26 апреля Доэрти подтвердила своё участие в сериале. По словам актрисы, она не планировала сниматься в новом шоу, но передумала и тем самым почтит память своего друга и коллеги — Люка Перри. Исполнительный продюсер «CBS Television» Дэвид Стапф отметил, что авторы найдут способ почтить в новом сериале память актёра.
30 мая Ла Ла Энтони получила роль Шэй — жены Брайана Остина Грина. На следующие день — 31 мая — Ванессу Лаше утвердили на роль Камилы, супруги Джейсона Пристли. 5 июня стало известно, что Иван Сергей сыграет Нэйта, мужа Тори Спеллинг — Сергей и Спеллинг ранее снимались в телевизионном фильма 1996 года «В объятиях смерти» (англ. Mother, May I Sleep With Danger?).
Все семеро актёров основного состава получили по $70 000 за один эпизод сериала — всего $420 000 за сезон. Дженни Гарт и Тори Сплелинг получили ещё $15 000 за эпизод как исполнительные продюсеры шоу. Дополнительные $46 тысяч заработал Джейсон Пристли, снявший одну из серий в качестве режиссёра.

### Съёмки
Съёмки сериала проходили в Ванкувере, Канада с 21 мая по 31 июля. Первые фото с площадки выложил актёрский состав в социальных сетях, а 30 мая фото со съёмок опубликовал портал «DailyMail». Съёмки Шеннен Доэрти начались 14 июня. Позже Спеллинг сообщила, что основные съёмки завершатся 2 августа. На съёмочной площадке «выдуманные версии» актёров называли инициалами, чтобы избежать путаницы. дизайнер костюмов Мэнди Лейн тесно сотрудничала с актёрами, чтобы подобрать их гардероб, близкий к том, что использовался в оригинальном шоу.

### Закрытие
Изначально шоу позиционировалось как мини-сериал, но Гарт и Спеллинг отметили, что продолжение возможно. Будущие эпизоды станут «сериалом внутри сериала». Зиринг также рассказал, что изначально первый сезон был рассчитан на 13 эпизодов, последний из которых должен был связать события вымышленной съёмочной площадки ребят и классического сериала. Спеллинг отметила, что авторы решили закончить сериал клиффхэнгером: «Сценарий последнего эпизода оставляет лазейку для продолжения».
В ноябре 2019 года телеканал «FOX» официально объявил о полном закрытии сериала после первого сезона. Один из руководителей канала Майкл Торн выступил с заявлением: «Снимать такой материал всегда невероятно тяжело. Мы всегда видели проект, как ограниченное событие — зрители смогли увидеть своих любимых актёров и сделать нечто, что смогло бы отдать дань уважения наследию оригинального сериала».
Габриэль Картерис рассказала о том, что авторы и актёры сериала ведут переговоры с другими каналами. В поддержку актёров и создателей шоу фанаты запустили в социальных сетях кампанию по продлению сериала, используя обращения и теги каналов «Netflix», «HBO», «Hulu» и др. То же самое подтвердила Дженни Гарт, отметив, что закрытие шоу может стать основной сюжетной линией нового сезона. К декабрю того же года Гарит сообщила, что работа по поиску нового канала для производства нового сезона и трансляции шоу продолжается, а авторы рассматривают возможность производства художественного фильма.

## Продвижение

### Трейлеры
Первый промо-ролик «Guess Who’s Coming Back» телесериала «90210» с видами Лос-Анджелеса был опубликован на канале студии FOX на сайте YouTube. 8 мая в сети появилось видео «The Gang Returns Home», где актёры собрались за столом для обсуждения сценария сериала. В ролике использована композиция «It Ain’t Over 'Til It’s Over» в исполнении Ленни Кравица. 26 апреля 2019 года шоу было переименовано из «90210» в «BH90210».
13 мая 2019 года на сайте YouTube на канале студии появился промо-ролик «They’re Back!». В нём весь актёрский состав начинает день с утренних приготовлений и каждый слышит знакомую мелодию — музыкальную тему шоу. 16 мая канал сообщил, что ролик просмотрели 18 миллионов зрителей, доля просмотров составила 140 818 за 69 часов — видео стало самым популярным трейлером среди всех программ телевизионного сезона 2019—2020 годов. Меньше, чем за 2 недели количество просмотров ролика на разных платформах и сайтах превысило 27 миллионов. 6 июня в сети разместили промо-ролик, в котором актёры играют с куклами своих персонажей, а 11 июня были опубликованы первые кадры из самого сериала.

### Плейлисты
25 июля 2019 года на официальных аккаунтах сериала в социальных сетях появилась ссылка на страницу «#BH90210ThrowbackPlaylist» на сайте Spotify — там опубликован список из 30 музыкальных композиций, звучавших в различных эпизодах шоу. Через несколько дней авторы разместили плейлист из 69 композиций под названием «#PeachPitPlaylist».

### «Персиковая косточка»
Канал «Fox» и портал «PopSugar» организовали мероприятие «Peach Pit Pop-Up» — авторы воссоздали ресторан «Персиковая косточка» (англ. The Peach Pit) по адресу 7507 Melrose Avenue в Лос-Анджелесе — он был открыт для посетителей с 1 по 3 августа 2019 года. В торжественном вечере 3 августа приняли участие актёры сериала, встретившиеся со своими поклонниками
. В связи с высокой популярностью заведения было принято решение о продлении его работы до конца сентября 2019 года.

## Релиз

### Критика
На сайте Rotten Tomatoes рейтинг шоу составил 68 % на основе 22 обзоров, средний показатель 6.7/10: «Хотя сериал не всегда добивается поставленной задачи, но благодаря не увядающей химии между актёрским составом, за происходящим интересно наблюдать». Сайт Metacritic оценил сериал в 63 балла из 100 на основе 19 обзоров — в основном, с благосклонными отзывами.

### Рейтинги
| № | Название          | Дата показа      | Рейтинг (18—49) | Зрителей (миллионов) | DVR (18—49) | Зрителей DVR (миллионов) | Всего (18—49) | Всего зрителей (миллионов) |
| - | ----------------- | ---------------- | --------------- | -------------------- | ----------- | ------------------------ | ------------- | -------------------------- |
| 1 | «The Reunion»     | 7 августа 2019   | 1.5/8           | 3.86                 | 0.8         | 1.82                     | 2.3           | 5.67                       |
| 2 | «The Pitch»       | 14 августа 2019  | 1.0/5           | 2.52                 | 0.8         | 1.76                     | 1.8           | 4.28                       |
| 3 | «The Photo Shoot» | 21 августа 2019  | 0.8/4           | 2.19                 | 0.8         | 1.68                     | 1.6           | 3.87                       |
| 4 | «The Table Read»  | 28 августа 2019  | 0.7/4           | 1.94                 | 0.7         | 1.51                     | 1.4           | 3.45                       |
| 5 | «Picture's Up»    | 4 сентября 2019  | 0.6/4           | 1.89                 | 0.7         | 1.45                     | 1.4           | 3.35                       |
| 6 | «The Long Wait»   | 11 сентября 2019 | 0.7/4           | 1.90                 | 0.6         | 1.25                     | 1.3           | 3.15                       |